# Sphinx libocedrus
Sphinx libocedrus är en fjärilsart som beskrevs av Edwards 1881. Sphinx libocedrus ingår i släktet Sphinx och familjen svärmare. Inga underarter finns listade i Catalogue of Life.

## Bildgalleri

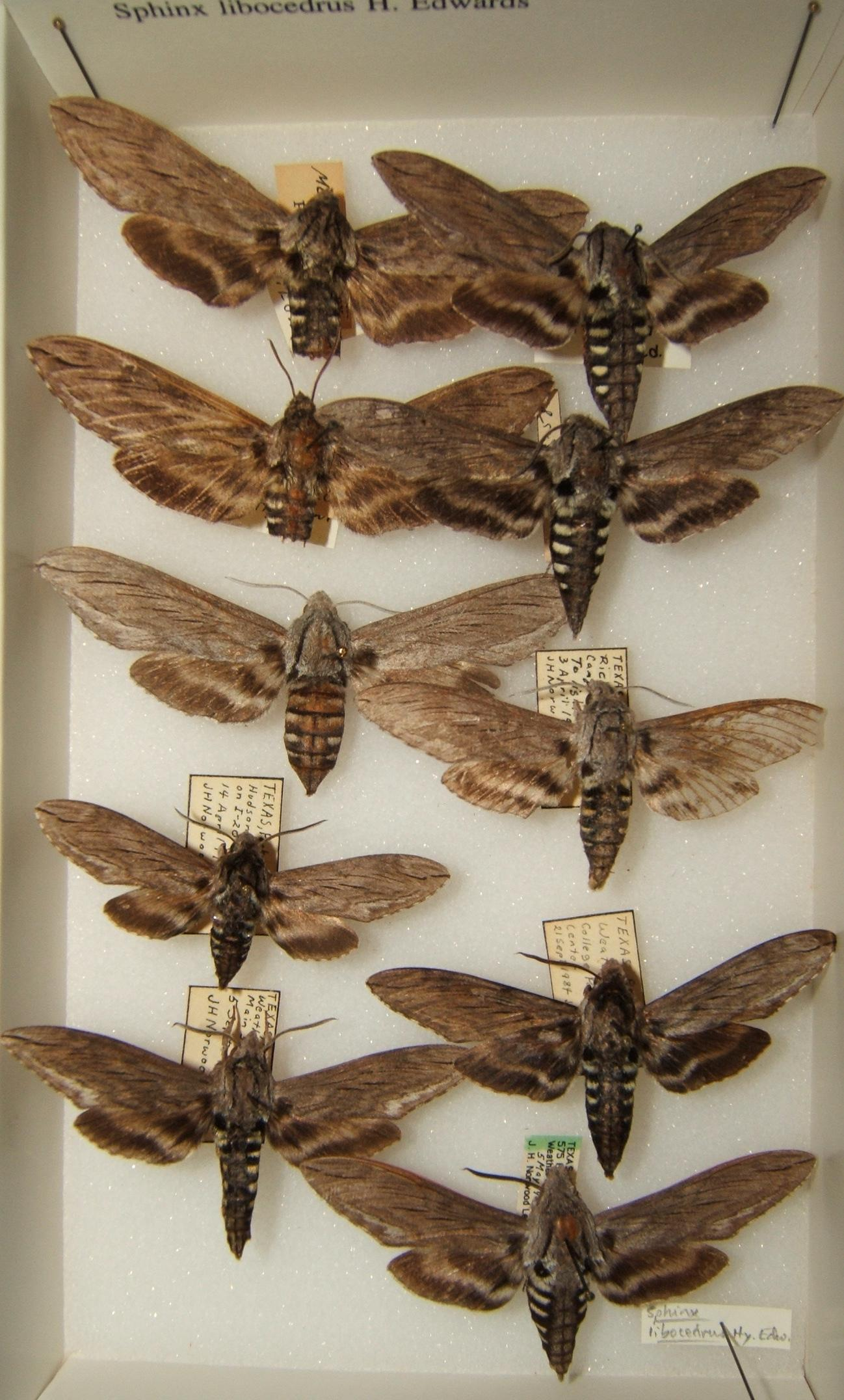